# Butia odorata
Butia odorata är en enhjärtbladig växtart som först beskrevs av João Barbosa Rodrigues, och fick sitt nu gällande namn av Larry Ronald Noblick. Butia odorata ingår i släktet Butia och familjen Arecaceae. Inga underarter finns listade i Catalogue of Life.